# Crypta
 (mai 2024).
Si vous disposez d'ouvrages ou d'articles de référence ou si vous connaissez des sites web de qualité traitant du thème abordé ici, merci de compléter l'article en donnant les références utiles à sa vérifiabilité et en les liant à la section « Notes et références ».
 (mai 2024).
La mise en forme du texte ne suit pas les recommandations de Wikipédia : il faut le « wikifier ».
Les points d'amélioration suivants sont les cas les plus fréquents. Le détail des points à revoir est peut-être précisé sur la page de discussion.
- Les titres sont pré-formatés par le logiciel. Ils ne sont ni en capitales, ni en gras.
- Le texte ne doit pas être écrit en capitales (les noms de famille non plus), ni en gras, ni en italique, ni en « petit »…
- Le gras n'est utilisé que pour surligner le titre de l'article dans l'introduction, une seule fois.
- L'italique est rarement utilisé : mots en langue étrangère, titres d'œuvres, noms de bateaux, etc.
- Les citations ne sont pas en italique mais en corps de texte normal. Elles sont entourées par des guillemets français : « et ».
- Les listes à puces sont à éviter, des paragraphes rédigés étant largement préférés. Les tableaux sont à réserver à la présentation de données structurées (résultats, etc.).
- Les appels de note de bas de page (petits chiffres en exposant, introduits par l'outil «  Source ») sont à placer entre la fin de phrase et le point final[comme ça].
- Les liens internes (vers d'autres articles de Wikipédia) sont à choisir avec parcimonie. Créez des liens vers des articles approfondissant le sujet. Les termes génériques sans rapport avec le sujet sont à éviter, ainsi que les répétitions de liens vers un même terme.
- Les liens externes sont à placer uniquement dans une section « Liens externes », à la fin de l'article. Ces liens sont à choisir avec parcimonie suivant les règles définies. Si un lien sert de source à l'article, son insertion dans le texte est à faire par les notes de bas de page.
- La présentation des références doit suivre les conventions bibliographiques. Il est recommandé d'utiliser les modèles {{Ouvrage}}, {{Chapitre}}, {{Article}}, {{Lien web}} et/ou {{Bibliographie}}. Le mode d'édition visuel peut mettre en forme automatiquement les références.
- Insérer une infobox (cadre d'informations à droite) n'est pas obligatoire pour parachever la mise en page.

Pour une aide détaillée, merci de consulter Aide:Wikification.
Si vous pensez que ces points ont été résolus, vous pouvez retirer ce bandeau et améliorer la mise en forme d'un autre article.
 (mai 2024).
Crypta est un groupe de death metal brésilien formé à São Paulo en 2019. Le groupe est composé de la bassiste et chanteuse Fernanda Lira, de la batteuse Luana Dametto (toutes deux des anciennes membres du groupe de thrash metal Nervosa), et de la guitariste Tainá Bergamaschi.

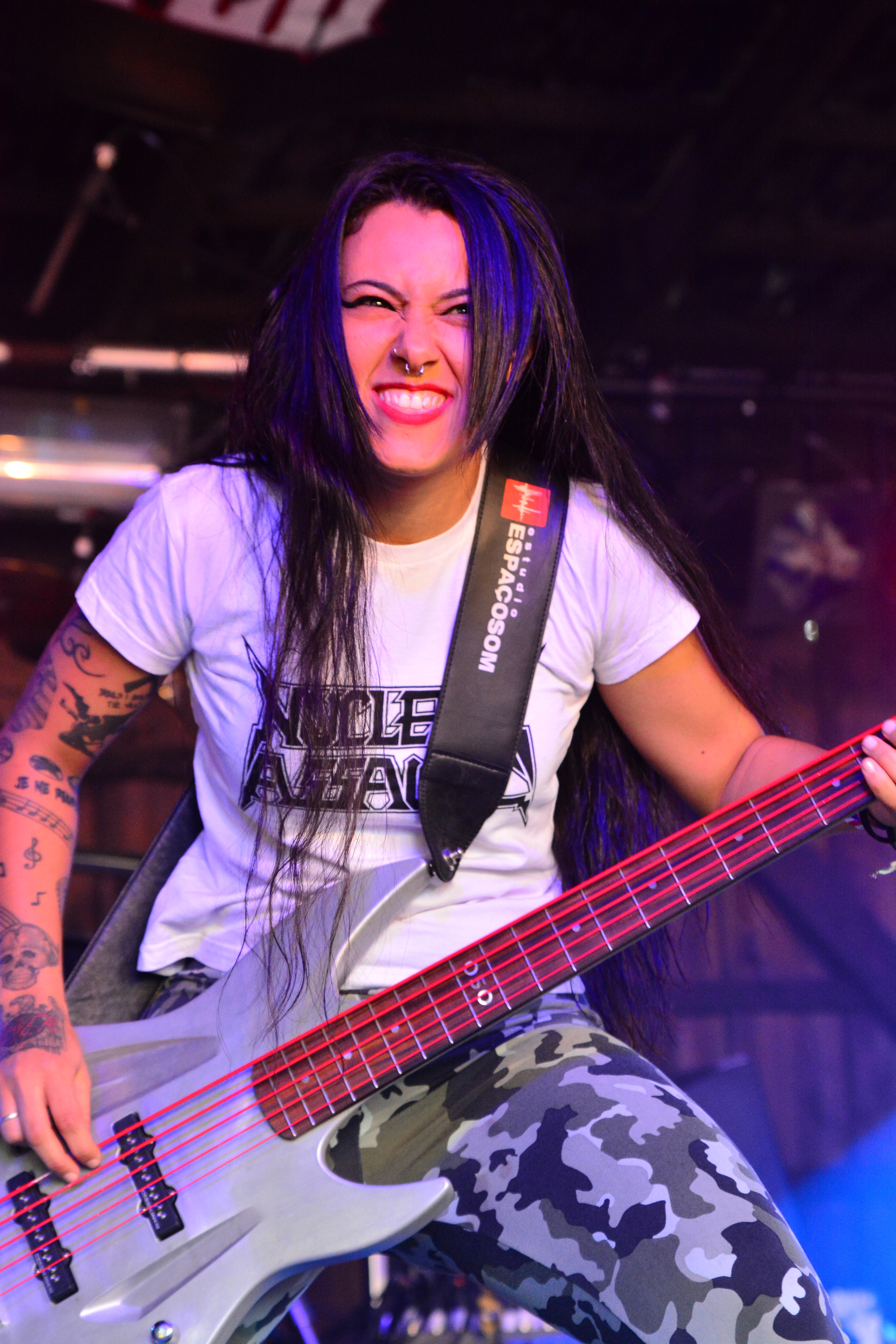
Fernanda Lira, chanteuse et bassiste du groupe.

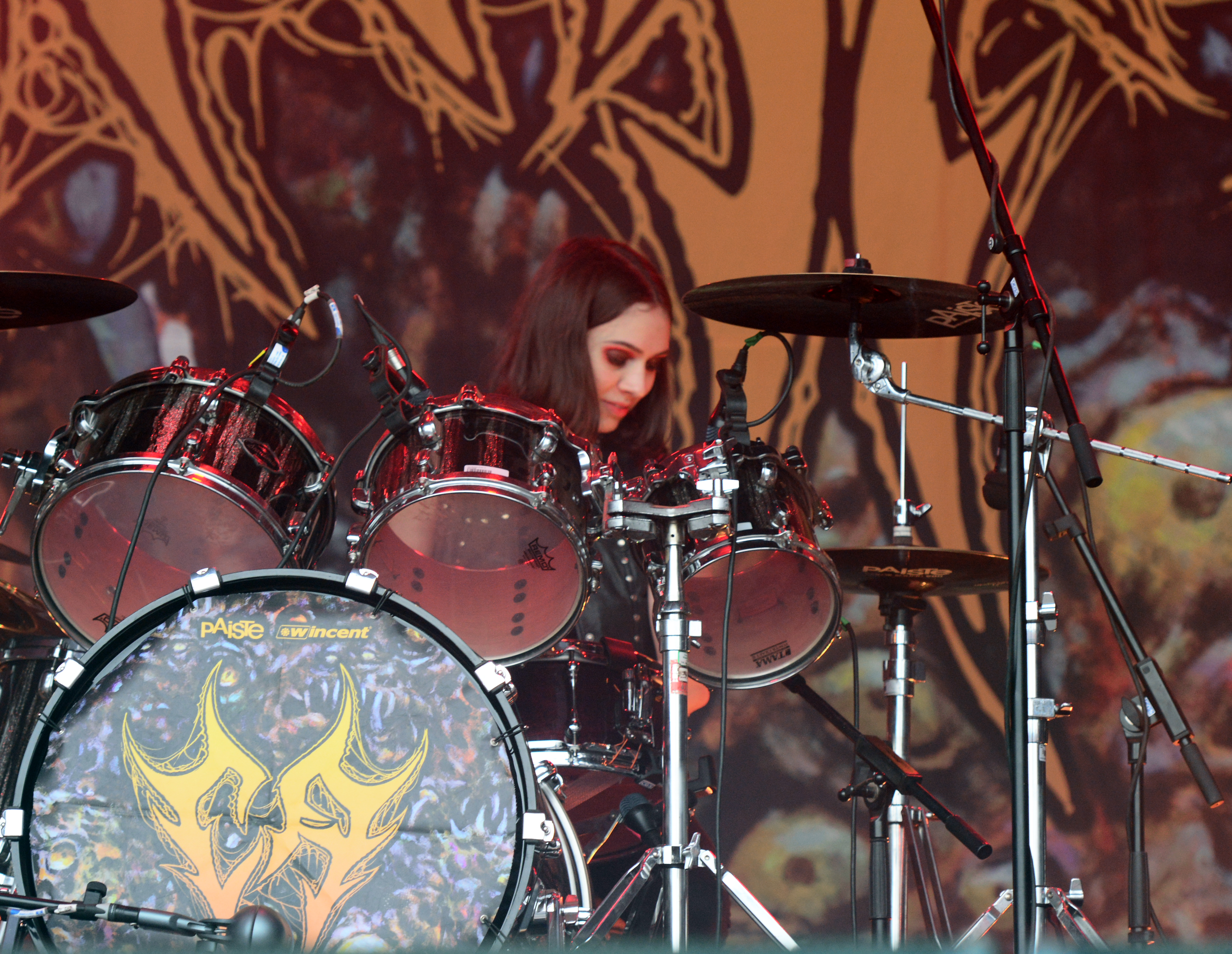
La batteuse Luana Dametto

## Histoire
Après la dégradation de leurs relations professionnelles avec Prika Amaral, guitariste et chanteuse de Nervosa, Fernanda Lira et Luana Dametto annoncent leur départ du groupe le 25 avril 2020. Le 20 mai, elles forment un nouveau groupe de death metal, le style auquel elles s'identifient le plus est appelé Crypta. Elles complètent le line-up avec les guitaristes Sonia Anubis (ex- Burning Witches, Cobra Spell) et Tainá Bergamaschi (ex-Hagbard). Le 16 juin 2020, le label Napalm Records annonce prendre en charge la sortie du premier album.
Crypta enregistre son premier album début 2021 au Family Mob à São Paulo, studio appartenant à Jean Dolabella (Ego Kill Talent, ex- Sepultura) et Estevam Romera. Après la sortie de trois singles (From the Ashes le 21 avril, Starvation le 11 mai et Dark Night of the Soul le 8 juin), l'album Echoes of the Soul sort le 11 juin 2021. Il a été mixé par Arthur Rizk (Code Orange, Power Trip) et masterisé par Jens Bogren (Opeth, Dimmu Borgir, Sepultura). La pochette a été réalisée par Wes Benscoter, bien connu pour son travail avec des groupes tels que Slayer, Kreator ou encore Black Sabbath. La promotion de l'album est ponctuée par la sortie de diverses vidéos réalisées par les membres du groupe (playthroughs de guitare, basse et batterie, vidéo explicative sur l'origine du nom du groupe et des paroles...). Le 20 novembre 2021, Crypta donne son premier concert au festival Porão do Rock à Brasilia, devant un public présent mais aussi en streaming en direct. Un morceau inédit d'Echoes of the Soul, I Resign, sort en single, accompagné d'un clip le 3 mars 2022.
Le 5 avril 2022, Sonia Anubis annonce via des réseaux sociaux qu'elle a quitté Crypta en bons termes pour se concentrer sur son propre groupe, Cobra Spell. Le 13 avril, Jéssica di Falchi est annoncée comme remplaçante d'Anubis lors des prochains concerts et tournées déjà programmés du groupe, y compris ceux du Wacken Open Air et de Rock in Rio. Elle n'est pas confirmée comme membre officiel avant le 5 octobre. Parallèlement à son arrivée, le groupe confirme que son deuxième album devrait être enregistré et sorti en 2023.
Le 31 mars 2023, Crypta donne un concert à Belvidere, dans l'Illinois, en première partie de Morbid Angel. Quelques minutes après la fin de leur set, une tornade EF1 frappe la salle de concert, provoquant un effondrement du toit qui tue une personne et blesse au moins 40 autres.
Le 31 mai 2023, Crypta annonce la sortie de son deuxième album Shades of Sorrow pour le 4 août. L'annonce est faite en même temps que la sortie du nouveau single du groupe, Lord of Ruins, accompagné d'un clip. Avant la date de sortie de l'album, les singles Trial of Traitors et The Other Side of Anger sortent respectivement le 27 juin et le 1er août, eux aussi accompagnés de clips vidéo. La tournée de promotion de l'album commence en septembre 2023 et se poursuit tout au long de l'année 2024, avec notamment deux tournées aux États-Unis dont une en tête d'affiche, ainsi que deux tournées européennes, au printemps et en été, également en tête d'affiche.
Le 10 Mars 2025, le groupe annonce, via un communiqué officiel, le départ à effet immédiat de Jéssica Di Falchi.
Le groupe a également indiqué que cela ne perturbera pas le processus d'écriture et d'enregistrement du futur album, ni les tournées prévues.

## Membres du groupe

### Membres actuels
- Fernanda Lira – basse, chant (2019-présent)
- Luana Dametto – batterie (2019-présent)
- Tainá Bergamaschi – guitare (2020-présent)

### Anciens membres
- Sonia "Anubis" Nusselder – guitare (2019-2022)
- Jéssica di Falchi – guitare (2022-2025)

### Tournée
- Jéssica di Falchi – guitare (2022)
- Elisa "Helly" Montin – batterie (2023)
- Helena Nagagata – guitare (2025)

## Discographie

### Albums studios
- Echoes of the Soul (2021)
- Shades of Sorrow  (2023)

### Singles
- "From the Ashes" (2021)
- "Starvation" (2021)
- "Dark Night of the Soul" (2021)
- "I Resign" (2022)
- "Lord of Ruins" (2023)
- "Trial of Traitors" (2023)
- "The Other Side of Anger" (2023)